# ماونتین (فیلیپین)
ماونتین یا مانتین (Mountain Province) یکی از استان‌های کشور فیلیپین است. این استان بخشی از جزیرهٔ لوزون به‌شمار می‌رود. ماگوئیندانائو بخشی از منطقه خودمختار مسلمان‌نشین فیلیپین است.
مرکز این استان شهر بونتوک Bontoc است. جمعیت آن یکصد و چهل هزار نفر است. مساحت این استان دو هزار و صد کیلومتر مربع است .